# LNWR-Klasse 17in Coal
Die LNWR-Klasse 17in Coal war eine Baureihe von Dampflokomotiven mit  Schlepptender, die zwischen 1873 und 1892 in den Crewe Works der London and North Western Railway (LNWR) gebaut wurde. Der Konstrukteur Francis Webb entwickelte diese Lokomotive für den Einsatz vor Kohlezügen. Die Bezeichnung 17in verweist auf den Durchmesser der Zylinder von 17 Zoll. Die Lokomotiven galten als besonders einfach im Aufbau, zuverlässig im Betrieb und kostengünstig in der Herstellung.

## Geschichte

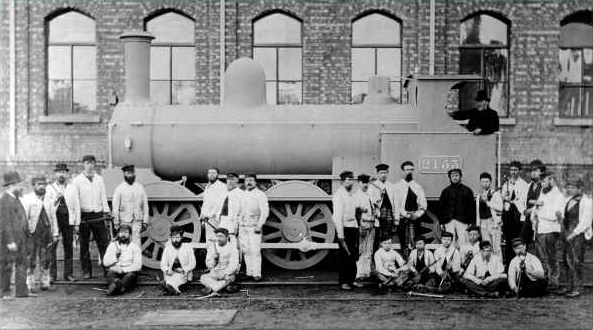
In Rekordzeit gebaute Nr. 1140

Die 17in Coal war der erste Lokomotiventwurf von Francis Webb. Die 1873 eingeführte Lokomotive stellte eine Weiterentwicklung der Tenderlokomotive Special Tank dar, die ihrerseits auf der Schlepptenderlokomotive DX Goods basierte. Von Anfang an bewährten sich die Maschinen als zuverlässig und fehlerfrei. Wie die von  Ramsbottom entwickelten Standardklassen wurde sie in großen Stückzahlen gebaut – nicht zuletzt, weil ihre Herstellung besonders schnell und kostengünstig war. Einen Produktionsrekord stellte im Jahr 1878 Lokomotive Nr. 1140 auf, die inklusive des erstmaligen Anheizens in nur 25,5 Stunden fertiggestellt wurde. Die Fertigung setzte sich mit Unterbrechungen bis 1892 fort; zu diesem Zeitpunkt waren insgesamt 499 Lokomotiven im Einsatz.
Wie bei vielen Eisenbahngesellschaften jener Zeit war es üblich, neuen Lokomotiven die Betriebsnummern zuvor ausgemusterter Fahrzeuge zuzuweisen – vorausgesetzt der Gesamtbestand an Lokomotiven wurde nicht erhöht. Dadurch entstanden keine fortlaufenden Nummernblöcke, sondern eine uneinheitliche Nummerierung, die keine Rückschlüsse auf das Alter der Lokomotiven oder Ablieferungsreihenfolge zulässt.
Während des Ersten Weltkriegs wurden viele von ihnen vom Militäreisenbahnen im Ausland eingesetzt, einige sogar in Palästina. Im Zuge der Integration der LNWR in die London, Midland and Scottish Railway (LMS) übernahm diese 1923 insgesamt 227 Lokomotiven. Nach der Verstaatlichung der britischen Eisenbahnen 1948 gingen noch 35 Lokomotiven in den Bestand der British Railways (BR) über – die letzte blieb bis 1953 im Einsatz. Es ist kein Exemplar dieser Baureihe erhalten geblieben.

## Technik
Die 17in Coal  nutzte das gleiche Fahrwerk wie ihre Vorgängerin, erhielt jedoch einen neuen, leistungsfähigeren Kessel sowie einen Schlepptender – wie die DX Goods, der Vorläufer der Special Tank. Der Aufbau als Dreikupplerlokomotive mit 1295 mm (4 ft 3 in) Kuppelrädern war besonders einfach und kostengünstig. Zylinder und Triebwerk samt Flachschieber mit der Stephenson-Steuerung wurden von der DX Goods übernommen, jedoch waren sowohl der Langkessel als auch die Feuerbüchse vergrößert. Erstmals wurde bei einer von den Crewe Works gefertigten Maschine ein Kesseldruck von 9,7 bar (140 psi) eingesetzt, der später auf 10,3 bar (150 psi) erhöht wurde.
Die Lokomotiven konnten Kohlezüge mit bis zu 35 Wagen ziehen, was einem Zugsgewicht von rund 550 Tonnen entsprach. Dabei erreichten sie eine Geschwindigkeit von etwa 40 km/h (25 mph). Bei trockenen Gleisverhältnissen ließ sich die Anhängelast auf 650 Tonnen erhöhen, was rund 45 Kohlenwagen entsprach – allerdings sank die Geschwindigkeit dann auf etwa 25 km/h.
Da die Lokomotiven nie mit einer Vakuumbremse ausgestattet waren, kamen sie nicht im Personenverkehr zum Einsatz.

## Weiterentwicklungen

### Coal Tank

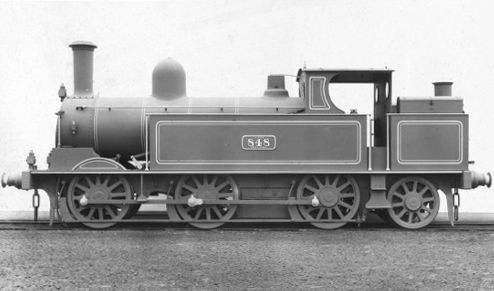
LNWR Coal Tank Nr. 848 (Fabrik-Nr. 2697, Baujahr 1883)

Aus Baureihe 17in Coal entwickelte Francis Webb die Tenderlokomotive Coal Tank, mit der Achsfolge C1’, konzipiert für den Einsatz im Güterverkehr, aber auch im Personenverkehr eingesetzt. Zwischen 1881 und 1897 beschaffte die LNWR insgesamt 300 Exemplare dieser Baureihe.
Für die Coal Tank wurde das Fahrwerk und der Kessel der 17in Coal übernommen. Der Rahmen wurde verlängert, um Platz für einen hinter dem Führerstand angeordneten Kohlenkasten zu schaffen, der von einer radial einstellbaren Nachlaufachse getragen wurde. Der Wasservorrat befand sich in zwei seitlichen Kästen.

### Coal Saddle Tank

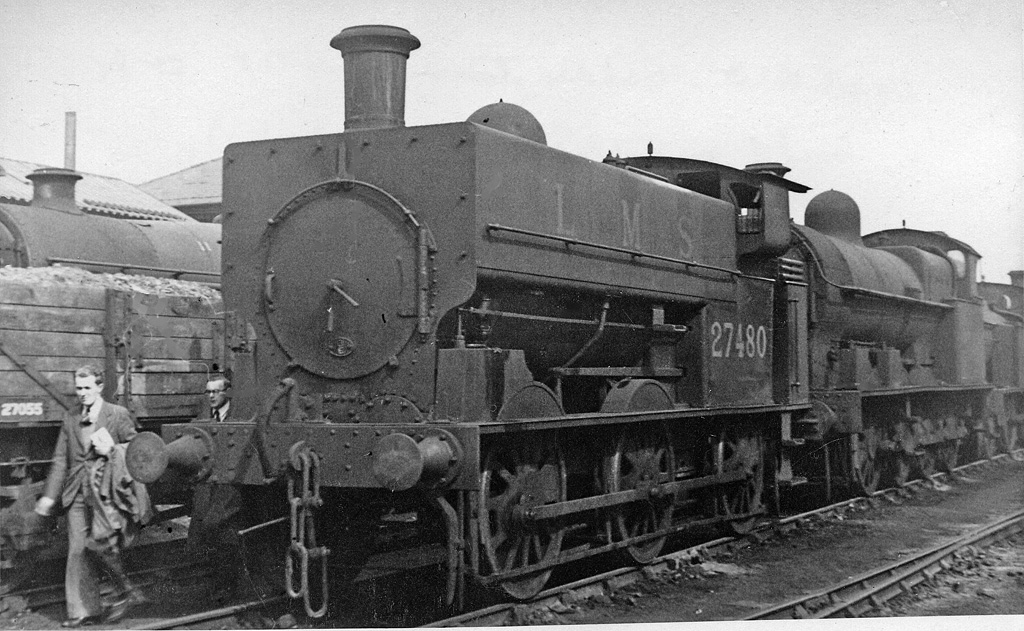
LNWR Coal Saddle Tank Nr. 27480 (1906 umgebaut, 1934 ausgemustert)

Von 1904 bis 1907 wurden 45 Exemplare der 17in Coal zu Satteltanklokomotiven umgebaut. Dabei behielten sie ihre ursprünglichen Betriebsnummern bei. Nach der Integration der LNWR in die LMS wurden sie in die Klasse 1F eingeteilt und erhielten die neuen Nummern 7459 bis 7501. Zwischen 1905 und 1948 wurden sämtliche Lokomotiven dieser Gruppe nach und nach ausgemustert.